# 神光寺
神光寺（じんこうじ）は岐阜県関市下有知の今宮山山麓にある高野山真言宗の寺院。山号は今宮山。

## 歴史
美濃三十三観音霊場二十四番札所であり、美濃四国二十番札所かつ中濃八十八ヶ所霊場四十三番札所でもある。本尊は平安時代作の十一面観世音菩薩像である。
養老3年(719年)に天台宗の僧、泰澄禅師が開いたとされる。創建時の寺号は知られていない。白山信仰にかかわりがあり、境内社として泰澄が加賀から勧請したという白山神社があるほか、白山曼荼羅を所蔵する。
平安時代後期には源頼義が前九年の役に赴く際に先勝祈願を行い、勝利を得たため伽藍整備を行ったと伝わる。
天喜5年(1057年)後冷泉天皇の勅願寺となり今宮山神光寺を名乗る。
その後戦禍に巻き込まれ寺運が傾くが江戸時代の慶長年間に高野山真言宗の僧、真栄により中興される。
曽代用水開削の際は住職の眞澄が開削を主導した喜田吉右衛門、柴山伊兵衛、林幽閑を祀る井神社を創建した。井神社は明治41年(1908年)に寺外に移されている。
また、柴山伊兵衛の墓が寺内にあるなど、曽代用水にかかわりの深い寺である。

## 文化財

### 関市指定文化財
- 地蔵菩薩坐像
- 十一面観世音菩薩立像
- 円空作仏像
- 白山蔓荼羅像
- 五大尊
- 大般若波羅蜜多経175巻